# Cynoglossus lingua
Cynoglossus lingua es una especie de pez de la familia Cynoglossidae en el orden de los Pleuronectiformes.

## Distribución geográfica
Se encuentran desde las  costas de Malasia, Tailandia, Vietnam, Filipinas y Indonesia hasta las de la India, Pakistán y Mar Rojo.